# Кіт у чоботях

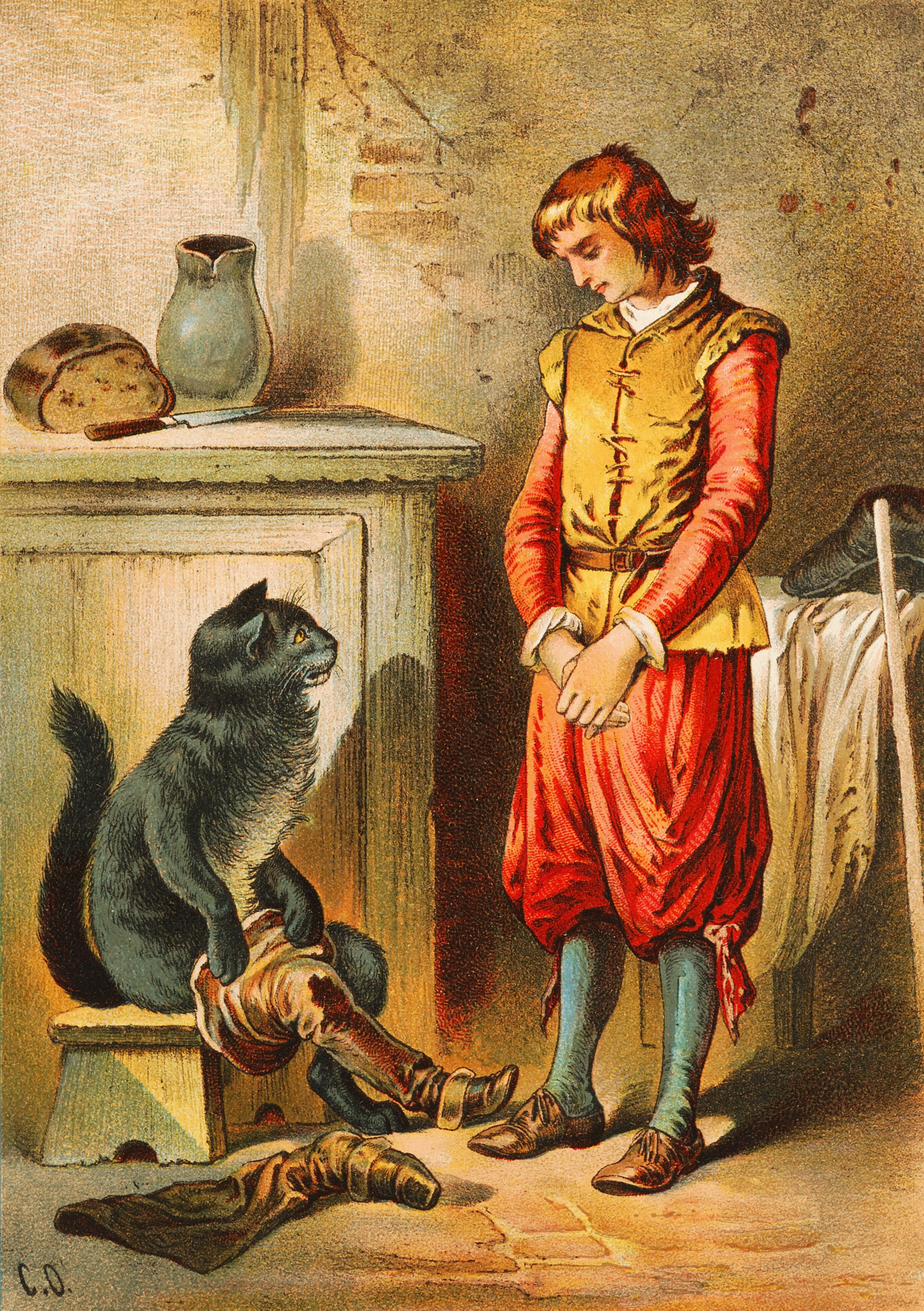
«Кіт у чоботях»

«Кіт у чобо́тях» (фр. Le Maître chat ou le Chat botté) — одна з найвідоміших європейських казок італійського походження. Найдавніша версія записана і видана у збірці «Приємні ночі» Джованні Франческо Страпароли у XVI столітті. 1634 року вийшла ще одна версія, опублікована у редакції  Джамбаттіста Базіле.
Нині найпоширенішим варіантом казки стала версія Шарля Перро, який помістив казку до збірки «Казки матінки моєї Гуски, або ж історії та оповідки минулих часів з повчальними висновками» (1697). Казка також з'явилася у другому томі першого видання збірки «Дитячі та сімейні казки» (1812 р. № 33) братів Грімм.

## Синопсис

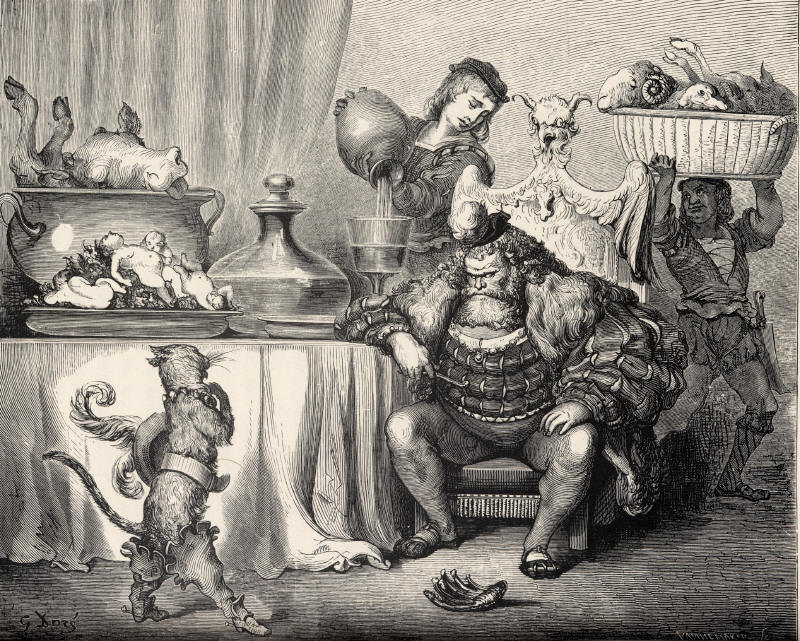
Кіт у чоботях та Людоїд. Ілюстрація Гюстава Доре

Молодшому синові мірошника у спадок від батька дістався тільки кіт. Все інше дісталося братам. Було молодшому від чого впасти у відчай, та тільки кіт виявився не простим, а на рідкість заповзятливим малим. Завдяки діловій хватці та хитрості кота, його господар отримав все, про що тільки міг мріяти юнак: титул, повагу короля, замок, багатство та любов прекрасної принцеси.

## Сюжет
Старий мірошник перед смертю розподіляє нажите майно між трьох своїх синів. Наймолодшому дістається лише кіт. Хлопець дивується, коли помічає, що кіт розмовляє людським голосом і обіцяє допомогти йому розбагатіти, якщо він збереже його життя. Натомість він просить чоботи й мішок. Здивований і сповнений недовіри, мірошниковий син йде на таку угоду. Одягнувши чоботи, кіт виходить на полювання. За допомогою мішка він ловить кроликів та перепелів, яких відносить до королівського двору та пропонує їх правителю в подарунок від імені свого господаря. Однак він представляє його не як бідного хлопця, а як маркіза де Карабаса. Король із радістю приймає подарунок. Невдовзі кіт дізнається, що король та його прекрасна дочка подорожуватимуть каретою вздовж річки. Кіт переконує мірошникового сина саме в цей час піти поплавати на річку. Коли королівська процесія наближається, Кіт ховає одяг хлопця, а потім біжить просити допомоги у короля: його господар, «маркіз», тоне в річці. Хлопця «рятують», а відсутність його одягу кіт пояснює «крадіжкою» грабіжників. Хлопець, одягнений у нові шати, їде в королівській кареті. Кіт у чоботях випереджає королівську процесію і дістається до земель, де править могутній і жорстокий людожер. Кіт обіцяє жителям села, які працюють на полях гори золота, якщо вони казатимуть, що поля належать маркізу де Карабасу. Коли король та його оточення проїжджають повз, вони запитують селян, кому належить ця земля. Кожного разу селяни відповідають, що це землі маркіза де Карабаса. Король сильно вражений володіннями маркіза. Тим часом Кіт у чоботях добувається до замку людожера. За допомогою брехні та лестощів, кіт переконує його показати перед ним свої магічні здібності. Коли в якийсь момент людожер перевтілюється на мишку, Кіт кидається та з'їдає його. Коли процесія доходить до замку, кіт вітає короля від імені свого господаря. Король видає свою дочку заміж за маркіза.

## Персонажі
- Старий мірошник
- Старший син мірошника
- Середній син мірошника
- Молодший син мірошника / маркіз Карабас
- Кіт у чоботях
- Король
- Принцеса
- Огр / Людожер

## Відомі екранізації казки

### Художні фільми за мотивом сюжету «Кота у чоботях»
- «Нові пригоди Кота в чоботях» — фільм Олександра Роу. СРСР, 1958
- «Кіт у чоботях» — фільм Юджина Марнера. США, 1988
- «Про кота…» — фільм Святослава Чекіна. СРСР, 1985

### Мультфільми за мотивом сюжету «Кота у чоботях»
- «Кіт у чоботях» — мультфільм сестер Брумберг. Союзмультфільм, 1938
- «Кіт у чоботях» — мультфільм сестер Брумберг. Союзмультфільм, 1968
- «Кіт у чоботях» — мультфільм Гаррі Бардіна. Стайер — ООО, 1995
- «Кіт у чоботях» — мультфільм Олександра Давидова. Аргус Інтернешнл, 1997
- «Кіт у чоботях» — мультфільм студії DreamWorks 2011; головний герой фільму — кіт із фільму «Шрек 2».
  - «Кіт у чоботях 2: останнє бажання» — мультфільм студії DreamWorks 2022 року; продовження першого мультфільму тієї ж студії.